# Gnetum paniculatum
Gnetum paniculatum là một loài thực vật hạt trần trong họ Gnetaceae. Loài này được Spruce ex Benth. mô tả khoa học đầu tiên năm 1856.